# 蘇拉湖
63°30′07″N 31°10′56″E / 63.5019°N 31.1822°E
蘇拉湖（俄语：Сула），是俄羅斯的湖泊，位於該國西北部，由卡累利阿共和國負責管轄，長9.5公里、寬5.4公里，面積27.1平方公里，海拔高度166.1米，湖岸線長度39公里，集水區面積3,990平方公里，平均水深6米，最大水深25米。